# Fagerhult
Fagerhult er en småort i Habo kommun i Jönköpings län i Sverige. I 2010 var indbyggertallet 316.